# En Opstandelse
En Opstandelse je dánský němý film z roku 1907. Režisérem je Viggo Larsen (1880–1957).
Jedná se o první filmovou adaptaci románu Vzkříšení (1899) od Lva Nikolajeviče Tolstého (1828–1910).